# Đổi mới
Đổi mới (vietnamesisch Erneuerung) werden die 1986 in Vietnam initiierten marktwirtschaftlichen Reformen genannt. Der wirtschaftlichen Liberalisierung folgte, ähnlich wie in der Volksrepublik China, zunächst keine politische Liberalisierung. Die persönlichen Freiheiten wurden sogar weiter eingeschränkt.

## Geschichte
Nach Ende des Vietnamkrieges wurde in Vietnam zunächst die Zentralverwaltungswirtschaft eingeführt. Unter dem Eindruck drohender Hungersnöte entschloss sich die Kommunistische Partei Vietnams Mitte der 1980er Jahre jedoch zu einem Kurswechsel und setzte eine Reihe großer Reformen um, die den Wandel von der Planwirtschaft zu einer „sozialistischen Marktwirtschaft“, beziehungsweise einer „Multisektoralen Wirtschaft“ mit dominanten staatlichen und genossenschaftlichen Unternehmen einleiteten.
Offiziell wurde der Kurs der Erneuerung auf dem VI. Parteitag der KPV im Jahre 1986 beschlossen. Dieser beinhaltete erhöhte Entscheidungskompetenzen für staatliche Unternehmen, eine marktorientierte Geldpolitik zur Inflationskontrolle, die Stärkung des privaten Sektors, welcher bislang nur in Form von Familienunternehmen existierte, und den Ausbau des Handels mit dem westlichen Ausland, was auch Direktinvestitionen einschließt. Des Weiteren wurde das Bankensystem dezentralisiert, indem das Monobankensystem abgeschafft und weitere Geschäftsbanken neben der steuernden Zentralbank zugelassen wurden. Auch der landwirtschaftliche Sektor erhielt mehr Freiheiten, indem die Bauern selbstständiger über Produktion und Preisgestaltung verfügen durften, da Genossenschaften und Zwangslieferungen weitgehend abgeschafft wurden.
Zu beachten ist, dass die vietnamesischen Reformen aus der Not geboren wurden (fünf Kriege in Folge, die überhastete Angleichung der Systeme in Nord- und Südvietnam sowie die nach dem Zerfall des Ostblocks entstandene Krise), in engen Grenzen bleiben und der Stärkung des Sozialismus dienen sollen. Sie sind insofern eher mit der Neuen Ökonomischen Politik der Sowjetunion zu vergleichen als mit der Politik der Reform und Öffnung in China. So blieben etwa bis Stand 2010 konstant ca. 65 Prozent der Produktionsmittel Staatseigentum, es gab strenge Auflagen und Vorgaben für Privatunternehmer, die Gewerkschaften waren nach wie vor sehr stark, und die Partei forderte bereits wieder „mehr Sozialismus“ und stellte ein Ende der Reformen für etwa 2020 in Aussicht.
Ab 2006 wurde auch ein politischer Doi Moi geplant. Eine tatsächliche Demokratisierung war in den Folgejahren jedoch politikwissenschaftlich kaum messbar.

## Folgen
Die direkt auf die Reform zurückzuführenden Folgen für Vietnam waren ein intensives Wirtschaftswachstum (nach zuvor negativem Wachstum), eine starke Verringerung der Arbeitslosenzahlen und erhöhte wirtschaftliche Unabhängigkeit von anderen Staaten. Diese führten in den folgenden Jahren auch zur Verbesserung der Beziehungen des Landes zu westlichen Industrienationen wie Japan und den Vereinigten Staaten.